# Xoren Hovhannisyan
Xoren Georgii Hovhannisyan (in armeno Խորեն Գեորգիի Հովհաննիսյան?, in russo Хорен Георгиевич Оганесян?, Choren Georgievič Oganesjan; Erevan, 10 gennaio 1955) è un allenatore di calcio ed ex calciatore sovietico, dal 1991 armeno, di ruolo centrocampista.
Ha vinto la medaglia di bronzo con l'Unione Sovietica ai Giochi olimpici di Mosca del 1980.

## Palmarès

### Giocatore

#### Club
- Coppa dell'URSS: 1

FC Ararat: 1974-1975

#### Nazionale
- Bronzo olimpico: 1

Mosca 1980

### Allenatore
- Campionato armeno: 6

FC Pyunik: 2001, 2002, 2003, 2004, 2005, 2006
- Coppa d'Armenia: 2

FC Pyunik: 2002, 2004
- Supercoppa d'Armenia: 3

FC Pyunik: 2002, 2004, 2005